# Caryatis stenoperas
Caryatis stenoperas är en fjärilsart som beskrevs av George Francis Hampson 1910. Caryatis stenoperas ingår i släktet Caryatis och familjen björnspinnare. Inga underarter finns listade i Catalogue of Life.